# Rhopalostylidinae
Rhopalostylidinae es una tribu botánica que consta de dos géneros de palmas nativos de Australia y Nueva Zelanda, Hedyscepe y Rhopalostylis. Estos dos géneros estaban incluidos anteriormente en la subtribu Archontophoenicinae hasta su revisión en (Dransfield, Uhl et al., 2005).

## Descripción
La palma de esta subtribu son de tamaño mediano, con bien desarrolladas coronas y hojas estrictamente pinnadas con generalmente corto pecíolos. Las inflorescencias son ramificadas y están a dos o tres órdenes, con brácteas pendunculares similares (Uhl y Dransfield 1987:367).

## Géneros
El género Rhopalostylis contiene dos especies, R. baueri ,  de la Isla Norfolk, Australia y la isla de Raoul en el grupo de Kermadec al norte de Nueva Zelanda, y R. sapida , de Nueva Zelanda.  Las hojas de Rhopalostylis tienden a estar en posición vertical rígida, sobre todo en R. sapida , con lo que la palma se asemeja a un plumero de plumas.
H. Hedyscepe contiene una sola especie, H.  canterburyana el Big Mountain Palm, que crece en los acantilados de la montaña con vistas al mar en la isla Lord Howe, Sin embargo un estudio genético en 2006, arroja dudas sobre la validez de Hedyscepe como un miembro de la Rhopalostylidinae.  El estudio reveló una "curiosa relación entre Hedyscepe y la clade Alloschmidia y Basselinia que es muy apoyada por el análisis combinado (88 BP) y, por tanto, contradice la monophyly de la Rhopalostylidinae" (Norup, Dransfield et al. 2006:1075). 
Los géneros Alloschmidia y Basselinia son endémicas de Nueva Caledonia. 